# Good Machine
Good Machine était une société de production de cinéma américaine fondée en 1991 et disparu en 2002 lorsqu'elle est rachetée par Universal Pictures.

## Historique
Fondée en 1991 par le scénariste et producteur James Schamus et Ted Hope (en), Good Machine produit de nombreux films indépendants importants dont The Wedding Banquet d'Ang Lee en 1993 et Safe de Todd Haynes en 1995. Ils sont rejoints en 1997 par David Linde. En 2002, Good Machine est achetée par Universal Pictures. James Schamus et David Linde restent chez Universal.

## Filmographie
- Simple Men (1992)
- The Wedding Banquet (1993)
- Les Frères McMullen (1995)
- Flirt (1995)[6]
- Safe (1995) — coproduit avec American Playhouse et Channel Four Films
- Petits mensonges entre frères (1996)
- Mariage ou Célibat (1996) — coproduit avec Channel Four Films, Zenith Productions, Pandora Film, PolyGram Filmed Entertainment, Makido Films (France), Electric, et TEAM Communications Group
- Ice Storm (1997)
- Black Home (1997)
- Happiness (1998)
- Quitte ou double (1998) — coproduit avec Polygram Filmed Entertainment Group, Marlboro Road Gan et South Fork Pictures
- Xiu Xiu: The Sent Down Girl (1998) — Good Machine International
- The Lifestyle (1999) — coproduit avec Swinging T Productions
- Chevauchée avec le diable (1999)
- Trick (1999)
- Tigre et Dragon (2000) — Good Machine International; coproduit avec Asian Union Film & Entertainment, China Film Co-Productions Corporation, Columbia Pictures Film Production Asia, Edko Filmset Zoom Hunt Productions
- The Tao of Steve (2000)
- Buffalo Soldiers (2001) — coproduit avec FilmFour, Grosvenor Park Productions et Odeon Film
- Human Nature (2001) — co-produit avec StudioCanal
- In the Bedroom (2001) — coproduit avec Eastern Standard Film Company et GreeneStreet Films
- Lovely & Amazing (2001) — coproduit avec Blow Up Pictures
- The Barber (2001) — coproduit avec Working Title Films, Gramercy Pictures, Mike Zoss Productions et Constantin Film
- Storytelling (2001) — coproduit avec Killer Films et New Line Cinema
- Y Tu Mamá También (2001) — Good Machine International
- Adaptation (2002) — coproduit avec Columbia Pictures, Intermedia et Propaganda Films
- The Laramie Project (2002) — coproduit avec HBO Films
- American Splendor (2003) — coproduit avec Dark Horse Entertainment